# Strach (film 1963)
Strach (oryg. The Terror) – horror produkcji amerykańskiej z 1963. Film wyreżyserowali Roger Corman, Francis Ford Coppola, Monte Hellman, Jack Hill i Jack Nicholson, który również wystąpił w jednej z głównych ról.
Film należy do domeny publicznej z powodu braku praw autorskich.

## Opis fabuły
Akcja filmu dzieje się w 1806 roku i opowiada o zagubionym francuskim żołnierzu (Jack Nicholson) ocalonym przez dziwaczną młodą kobietę – Elaine (Sandra Knight), która wygląda jak Ilsa, żona barona (Boris Karloff), która zmarła 20 lat wcześniej.

## Obsada
- Boris Karloff – Baron Victor Frederick Von Leppe
- Sandra Knight – Helene/Duch Ilsy
- Jack Nicholson – Por. Andre Duvalier
- Dick Miller – Stefan
- Dorothy Neumann – Matka Erika
- Jonathan Haze – Gustaf
- Wayne Grace (niewymieniony w czołówce)
- Rick Dean